# Yahya Boumediene
Yahya Boumediene (Luik, 23 mei 1990) is een Marokkaans-Belgisch voetballer die als linksbuiten speelt. Sinds 2019 is hij getrouwd met Marion Bartoli.

## Carrière
Yahya Boumediene speelde in België voor RRC Hamoir, Patro Eisden Maasmechelen, Union Sint-Gillis en Seraing United, voor hij in 2015 naar Royal Excel Moeskroen vertrok. Met Royal Excel Moeskroen speelde hij zes wedstrijden in de Eerste klasse, en werd de tweede seizoenshelft verhuurd aan Union Sint-Gillis. Hierna vertrok hij naar het Marokkaanse Ittihad Tanger, waarmee hij een jaar in de Botola Maroc Telecom speelde. In 2017 speelde hij een half jaar voor het Peruviaanse FBC Melgar, waarna hij in de winterstop van 2017/18 voor anderhalf jaar bij FC Dordrecht tekende. Bij FC Dordrecht vertrok hij echter al na een halfjaar. In augustus 2018 tekende hij een eenjarig contract bij het Zwitserse FC Rapperswil-Jona. Maar ook daar diende hij zijn contract niet uit en vertrok hij al na een halfjaar. Nadat hij in 2019 trouwde met oud-tennisster Marion Bartoli, verhuisde hij naar Dubai. Van 2020 tot 2021 speelde hij daar voor Atletico Arabia, op het derde niveau van de Verenigde Arabische Emiraten.

### Statistieken
| Seizoen        | Club                  | Competitie       | Competitie | Competitie | Beker | Beker | Overig | Overig | Totaal | Totaal |
| Seizoen        | Club                  | Competitie       | Wed.       | Dlp.       | Wed.  | Dlp.  | Wed.   | Dlp.   | Wed.   | Dlp.   |
| -------------- | --------------------- | ---------------- | ---------- | ---------- | ----- | ----- | ------ | ------ | ------ | ------ |
| 2012/13        | Patro Eisden          | Derde klasse     | 32         | 6          | 0     | 0     | 4      | 0      | 36     | 6      |
| 2013/14        | Union Sint-Gillis     | Derde klasse     | 26         | 2          | 0     | 0     | 4      | 0      | 30     | 2      |
| 2014/15        | Seraing United        | Tweede klasse    | 29         | 4          | 1     | 1     | –      | –      | 30     | 5      |
| 2015/16        | Royal Excel Moeskroen | Eerste klasse    | 15         | 2          | 1     | 0     | –      | –      | 7      | 0      |
| 2015/16        | Union Sint-Gillis     | Tweede klasse    | 12         | 3          | 0     | 0     | –      | –      | 3      | 0      |
| 2016/17        | Ittihad Tanger        | Botola Pro       | 9          | 2          | 1     | 0     | –      | –      | 6      | 0      |
| 2017           | FBC Melgar            | Primera División | 11         | 4          | 0     | 0     | –      | –      | 11     | 1      |
| 2017/18        | FC Dordrecht          | Eerste divisie   | 13         | 3          | 0     | 0     | 3      | 0      | 14     | 1      |
| 2018/19        | FC Rapperswil-Jona    | Challenge League | 14         | 2          | 0     | 0     | –      | –      | 8      | 1      |
| Carrièretotaal | Carrièretotaal        | Carrièretotaal   | 154        | 26         | 3     | 1     | 11     | 0      | 147    | 16     |
|                |                       |                  |            |            |       |       |        |        |        |        |